# Antonio Sandalio de Arias
Antonio Sandalio de Arias Costa (Madrid, 3 de julio de 1773-20 de noviembre de 1839) fue un profesor de agricultura y botánico español del Real Museo de Ciencias, antecedente de la Real Academia de Ciencias Naturales. Fue director de la Real Sociedad Matritense entre 1836 y 1839.

## Biografía
Desde 1816 es profesor de Agricultura en el Real Jardín Botánico de Madrid. También en 1816 publicó su libro Lecciones de agricultura, que en 1819 se convirtió en libro oficial de los estudios de agricultura en España. En 1818 la Gaceta de Madrid lo presenta como catedrático de Agricultura.
En 1823 era catedrático de la Escuela de Curar de la Universidad Central de Madrid y redactor del Periódico del Ministerio de la Gobernación de la Península. Tras Mariano Lagasca, en 1823 fue nombrado director del Jardín Botánico de Madrid.

## Obras
- Cartilla elemental de Agricultura acomodada a nuestro suelo y clima, Madrid, Gómez Fuentenebro, 1808 (reed. en 1833);
- Discurso para la formación de un plan de Escuelas de Agricultura. Leído y presentado a la Real Sociedad Económica Matritense en su junta del día 4 de noviembre de 1809 (inéd.);
- Discurso en que manifiesta que si la Sociedad en otro tiempo demostró los obstáculos que se oponían al progreso de la agricultura, [...] oi día dando a conocer, como se hace en este Discurso, los males que la abaten y la aniquilan, y los remedios de estos [...] Leído en la junta del sábado 23 de marzo de 1811 (inéd.);
- Lecciones de agricultura, Madrid, Gómez Fuentenebro, 1816 (reimpr. en 1818); libro oficial de los estudios de Agricultura según Real orden de 26 de mayo de 1819.
- Colección de disertaciones, Madrid, Imprenta Fuentenebro, 1819;
- “Discurso pronunciado en la apertura del curso público de agricultura del Real Jardín Botánico de Madrid el día 8 de febrero de 1817”, “Discurso pronunciado en la apertura [...] el 21 de febrero de 1818”, “Discurso pronunciado en la apertura [...] el día 6 de febrero de 1819” y “Elogio a la figura del ilustre agrónomo D. Estaban Boutelou”, en Continuación de Almacén de Frutos Literarios, vol. VIII, Madrid, Imprenta de Repullés, 1819, págs. 14-32, 43-68, 68-74 y 129- 154;
- Discurso del Ilmo. Sr. D. Antonio Sandalio de Arias, como director de la Sociedad Económica Matritense, Madrid, 1838;
- Novíssima agricultura práctica o sea Manual del Labrador, hortelano, jardinero y arbolista según los adelantos del día y la práctica de los más celebres agricultores nacionales y extranjeros, Madrid, L. Amarita, 1856.

## Distinciones honoríficas
La Sociedad Económica Matritense colocó una lápida en su sepulcro y colgó su retrato en la sala de sesiones.